# Schloss Kasteln
Das Schloss Kasteln ist ein Schloss in Oberflachs in der Gemeinde Schinznach im Schweizer Kanton Aargau. Es befindet sich westlich des Dorfes auf einem Felsvorsprung, umgeben von Weinbergen und Wäldern. Heute dient es als Schulheim für normal begabte, verhaltensauffällige Schüler. Die unmittelbar daneben liegende Burg Ruchenstein ist 1643 abgebrannt, jedoch wurde Schloss Kasteln wieder aufgebaut.

## Geschichte
Etwa um 1200 entstand im mittleren Schenkenbergertal, nur wenige Kilometer von der Burg Schenkenberg entfernt, die Burg Kasteln. 1238 wurden erstmals in einer Urkunde die Schenken von Kasteln als Schlossbewohner genannt, Vasallen der Kyburger. 1262 entstand auf dem unmittelbar dahinter liegenden Felsvorsprung die Burg Ruchenstein, in der die aus der March am oberen Zürichsee stammenden Ritter von Ruchenstein lebten. Nach dem Aussterben der Kyburger im Jahr 1264 ging die Landeshoheit über die Gegend an die Habsburger über. 1301 starben die Ritter von Ruchenstein aus, zehn Jahre später die Schenken von Kasteln. Beide Burgen wurden durch die Herren von Mülinen aus Brugg erworben. Von hier aus herrschten sie über ein kleines Gebiet am südlichen Rand des Juras.
Johann Ludwig von Erlach kaufte 1631 die beiden Burgen. Der Berner Patrizier und General ordnete 1642 den Umbau der Burg Kasteln zu einem repräsentativen Schloss an. Die Burg Ruchenstein wurde ein Jahr darauf komplett abgetragen und diente als Baustofflieferant. Weil zuvor keine Expertisen eingeholt worden waren und der Bauherr meist abwesend war, erwies sich der Umbau als teure Angelegenheit und zog sich bis 1650 hin. Nachdem Kasteln während hundert Jahren im Besitz der Familie von Erlach gewesen war, wurde die kleine Herrschaft für 90'000 Taler an die Stadt Bern verkauft. Es entstand die kleinste Landvogtei des Berner Aargaus, bestehend aus den Dörfern Auenstein, Oberflachs, Schinznach und Villnachern: das Amt Kasteln.
Nach dem Untergang des Ancien Régime gelangte die bernische Staatsdomäne 1803 in den Besitz des neu gegründeten Kantons Aargau, der es 1836 an Private verkaufte. 1855 erwarben die Brüder Friedrich und Louis Schmutziger aus Aarau das Anwesen und eröffneten eine «Rettungsanstalt für verwaiste und verwahrloste Zöglinge» reformierter Konfession, in zeitgenössischen Dokumenten als «Armenerziehungsanstalt in Kasteln» bekannt. 1867 zählte sie 18 Knaben und 11 Mädchen. Am 24. August 1907 steckte einer der Zöglinge das Schloss und die benachbarte Scheune in Brand. Beide Gebäude erlitten schwere Schäden und mussten wieder aufgebaut werden; erst 1909 wurde der Anstaltsbetrieb in Kasteln wieder aufgenommen

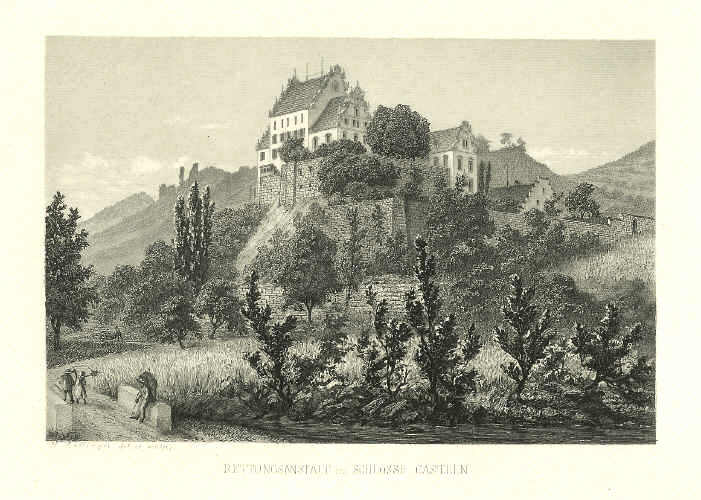
Das Schloss Kasteln um 1860

Die Anstalt erhielt 1923 den Status einer Stiftung und wurde 1955 in ein Schulheim für normal begabte, verhaltensauffällige Schüler umgewandelt. 1969 entstanden neben dem Schloss ein zweites Schulhaus, ein Schwimmbad und ein Personalhaus. Das gesamte Schloss wurde 2009 innen und aussen umfassend renoviert und den heutigen Bedürfnissen der Sozialpädagogik angepasst.

## Gebäude
Kasteln ist der einzige einheitlich barocke Schlossbau des Aargaus. Dessen Gestalt geht im Wesentlichen auf die Umbauten unter Johann Ludwig von Erlach zurück. An die viergeschossige mittelalterliche Kernburg wurde 1642/50 je ein zweigeschossiger Flügel im Westen und Osten angebaut. Dabei wurde teilweise auch Material der abgerissenen Burg Ruchenstein verwendet. Im Wesentlichen besteht das Schloss jedoch aus Mägenwiler Muschelkalk. Zur selben Zeit entstand nach Südosten hin das «Bärenschloss»; 1840 liess der damalige Besitzer diesen Teil wieder abreissen. Die ungewöhnlich reiche Innenausstattung des Schlosses ging 1907 beim Brand verloren.